# Wolfgang Weißenborn
Wolfgang Weißenborn (* 19. Dezember 1944) war Fußballspieler im Bereich des DDR-Fußball-Verbandes. Kurzzeitig spielte er in dessen höchster Spielklasse, der DDR-Oberliga, für den 1. FC Union Berlin.

## Sportliche Laufbahn
Weißenborn kam 1964, ein Jahr nach der Klubgründung, zur Fußballsektion des TSC Berlin. Der Klub setzte ihn in der 2. Mannschaft ein, die in der drittklassigen Ost-Berliner Bezirksliga spielte. Als im Januar 1966 die Fußballsektion aus dem TSC herausgelöst und mit der deren Mannschaften der 1. FC Union Berlin gegründet wurde, gehörte auch Weißenborn zu den übernommenen Spielern. Er blieb weiter in der 2. Mannschaft, die die Saison 1965/66 als Bezirksmeister abschloss. Da Union II nicht aufstiegsberechtigt war, spielte Weißenborn weiterhin drittklassig.
Im Sommer 1967 kam Weißenborn zu seinen ersten Einsätzen in der 1. Mannschaft von Union Berlin, als er in drei Intercup-Spielen eingesetzt wurde. Sein erstes Spiel für Union I war die Begegnung 1. FC Union Berlin – Union Teplice (0:1). Im weiteren Verlauf der Saison 1967/68 bestritt Weißenborn auch noch zwei Spiele der 1. Mannschaft im DDR-Fußballpokal. Obwohl er später nicht im siegreichen Finale (Union – Carl Zeiss Jena 2:1) eingesetzt wurde, hatte er mit diesen beiden Spielen eine kleine Aktie am Pokalgewinn 1968 der Unioner. Darüber hinaus spielte Weißenborn weiter in der 2. Mannschaft. Erst in der Saison 1968/69 erhielt er die Chance, sich für die Oberliga-Mannschaft anzubieten. Nachdem er bereits im Herbst zwei Pokalspiele mit der 1. Mannschaft absolviert hatte, kam Weißenborn erstmals am 15. März 1969 in einem Oberligaspiel zum Einsatz. In der Begegnung des 18. Spieltages FC Karl-Marx-Stadt – 1. FC Union (2:2) wurde er in der 88. Minute eingesetzt. Am 26. April 1969 kam er im Spiel 1. FC Union Berlin – FC Carl Zeiss Jena (1:2) in der 63. Minute zum Einsatz. Mit Union II konnte er sich schadlos halten und mit dem Gewinn der Bezirksmeisterschaft 1969 einen Minimalerfolg verbuchen. Nachdem Union am Ende der Saison 1968/69 absteigen musste, boten sich Weißenborn keine Möglichkeiten für weitere Oberliga-Einsätze an, er wurde aber auch nicht in den DDR-Liga-Spielen der 1. Mannschaft eingesetzt. Lediglich ein weiterer Pokaleinsatz im Sommer 1969 war zu verzeichnen.
Nach nur zehn Pflichtspielen mit der 1. Union-Mannschaft wurde Weißenborn im November 1969 zur Wehrpflicht eingezogen. Diese konnte er als Fußballspieler bei der Armeesportgemeinschaft Vorwärts Neubrandenburg in der zweitklassigen DDR-Liga ableisten. Nach dem Ende seiner Militärdienstes im Mai 1971 beendete Weißenborn auch seine Laufbahn als Leistungssportler. Er wechselte zur Ost-Berliner Sportgemeinschaft Friedrichshagen, mit der bis zum Abstieg 1977 in der Bezirksliga spielte.